# Günter Witt
Günter Witt (* 19. Dezember 1925 in Stralsund) ist ein deutscher Sportwissenschaftler, Hochschullehrer und ehemaliger stellvertretender Minister für Kultur der Deutschen Demokratischen Republik.

## Leben
Witt wurde während des Zweiten Weltkrieges zum Reichsarbeitsdienst eingezogen, diente von 1943 bis 1945 in der Wehrmacht und geriet in britische Kriegsgefangenschaft. Anschließend war er als Neulehrer tätig und ab 1950 hauptamtlicher Mitarbeiter der Freien Deutschen Jugend und der SED. Von 1953 bis 1955 studierte Witt an der Parteihochschule „Karl Marx“ (PHS). 1959 wurde er mit der Verdienstmedaille der DDR ausgezeichnet. Zwischen 1960 und 1965 war er stellvertretender Minister für Kultur sowie Leiter der Hauptabteilung Film. 1965 wurde er entlassen. 1965 schloss Witt an der Karl-Marx-Universität Leipzig (KMU) seine Doktorarbeit über den Zusammenhang von Kunst und Sport ab.
Ab 1974 war er an der Deutschen Hochschule für Körperkultur (DHfK) als Dozent für Sportästhetik tätig. 1981 schloss er seine Promotion B (Titel: „Ästhetik des Sports: Versuch einer Bestandsaufnahme und Grundlegung“) ab. Von 1982 bis 1990 hatte Witt an der DHfK eine Professorenstelle für Kulturtheorie und Ästhetik inne. Witt befasste sich unter anderem mit dem Zusammenhang von Kunst und Sport, das Verhältnis von Bertolt Brecht zum Sport, dem „Körper als Thema der Bildenden Kunst in der Renaissance“ und leitete kurz vor der Auflösung der DHfK das Forschungsprojekt „Ästhetik des Sports“. Unter seiner Leitung wuchs die Kunstsammlung der DHfK auf mehr als 500 Stück. Die Kunst sollte „einen umfassenden Überblick über die Darstellung des Sports in der Kunst der ehemaligen DDR bieten“.
Witt war von 1981 bis 1990 Mitglied des Vorstands des Nationalen Olympischen Komitees der DDR.
Nach dem Ausscheiden aus dem Hochschuldienst veröffentlichte Witt unter anderem die Themen Sport und Kunst betreffende Artikel sowie sportgeschichtliche Aufsätze in den Zeitschriften „Leipziger sportwissenschaftliche Beiträge“, „Olympisches Feuer“, „Olympische Jugend“, „Beiträge zur Sportgeschichte“ und der Zeitschrift des Fördervereins Sächsisches Sportmuseum Leipzig e.V. Zum 2007 erschienenen Buch „Deutsche Hochschule für Körperkultur Leipzig 1950–1990“ trug er den Aufsatz „Die Wissenschaftsdisziplin Ästhetik des Sports und die Galerie Sport in der Bildenden Kunst“ bei.